# Campionato nordamericano maschile under 19 di pallavolo 2014
Il Campionato nordamericano maschile under 19 di pallavolo 2014 si è svolto dal 14 al 19 luglio 2014 a Tulsa, negli Stati Uniti d'America: al torneo hanno partecipato sette squadre nazionali under 19 nordamericane e la vittoria finale è andata per la terza volta agli Stati Uniti.

## Impianti
|                                                                        |  |  |
|                                                                        |  |  |
| Cox Business Center Città: Tulsa Capienza: 8 900 Anno d'apertura: 1964 |  |  |

## Regolamento

### Formula
Le squadre hanno disputato una prima fase a gironi con formula del girone all'italiana; al termine della prima fase:
- Le prime tre classificate di ogni girone hanno acceduto alla fase finale, strutturata in quarti di finale, a cui hanno partecipato solo le seconde e le terze classificate, semifinali, finale per il terzo posto e finale.
- Le formazioni sconfitte ai quarti di finale hanno acceduto alla finale per il quinto posto.

### Criteri di classifica
Se il risultato finale è stato di 3-0 sono stati assegnati 5 punti alla squadra vincente e 0 a quella sconfitta, se il risultato finale è stato di 3-1 sono stati assegnati 4 punti alla squadra vincente e 1 a quella sconfitta, se il risultato finale è stato di 3-2 sono stati assegnati 3 punti alla squadra vincente e 2 a quella sconfitta.
L'ordine del posizionamento in classifica è stato definito in base a:
- Numero di partite vinte;
- Punti;
- Ratio dei set vinti/persi;
- Ratio dei punti realizzati/subiti;
- Risultati degli scontri diretti.

## Squadre partecipanti
| Squadra     | Qualificazione      | Ultima partecipazione |
| ----------- | ------------------- | --------------------- |
| Barbados    | -                   | ?                     |
| Cuba        | -                   | Messico 2012          |
| Guatemala   | -                   | Messico 2010          |
| Messico     | -                   | Messico 2012          |
| Nicaragua   | -                   | Messico 2012          |
| Porto Rico  | -                   | Messico 2012          |
| Stati Uniti | Paese organizzatore | Messico 2012          |

## Torneo

### Fase a gironi
| Girone A    | Girone B  |
| ----------- | --------- |
| Nicaragua   | Barbados  |
| Porto Rico  | Cuba      |
| Stati Uniti | Guatemala |
|             | Messico   |

#### Girone A

##### Risultati
| 14 luglio 2014 Cox Business Center, Tulsa Durata: 1h:11 - Spettatori: 153 | Stati Uniti | 3 - 0 | Nicaragua  | 25-13, 25-11, 25-13 |
| 15 luglio 2014 Cox Business Center, Tulsa Durata: 1h:25 - Spettatori: 65  | Nicaragua   | 0 - 3 | Porto Rico | 14-25, 28-30, 18-25 |
| 16 luglio 2014 Cox Business Center, Tulsa Durata: 1h:24 - Spettatori: 177 | Stati Uniti | 3 - 0 | Porto Rico | 25-17, 25-18, 25-18 |

##### Classifica
| Pos | Squadra     | Pt | G | V | P | SV | SP | Ratio | PF  | PS  | Ratio |
| --- | ----------- | -- | - | - | - | -- | -- | ----- | --- | --- | ----- |
| 1   | Stati Uniti | 10 | 2 | 2 | 0 | 6  | 0  | MAX   | 150 | 90  | 1,667 |
| 2   | Porto Rico  | 5  | 2 | 1 | 1 | 3  | 3  | 1,000 | 133 | 135 | 0,985 |
| 3   | Nicaragua   | 0  | 2 | 0 | 2 | 0  | 6  | 0,000 | 97  | 155 | 0,626 |

#### Girone B

##### Risultati
| 14 luglio 2014 Cox Business Center, Tulsa Durata: 1h:14 - Spettatori: 52  | Barbados  | 0 - 3 | Messico   | 17-25, 16-25, 14-25               |
| 14 luglio 2014 Cox Business Center, Tulsa Durata: 1h:08 - Spettatori: 100 | Guatemala | 0 - 3 | Cuba      | 14-25, 12-25, 13-25               |
| 15 luglio 2014 Cox Business Center, Tulsa Durata: 1h:08 - Spettatori: 50  | Cuba      | 3 - 0 | Barbados  | 25-13, 25-21, 25-17               |
| 15 luglio 2014 Cox Business Center, Tulsa Durata: 1h:10 - Spettatori: 142 | Messico   | 3 - 0 | Guatemala | 25-16, 25-15, 25-12               |
| 16 luglio 2014 Cox Business Center, Tulsa Durata: 2h:07 - Spettatori: 100 | Guatemala | 3 - 2 | Barbados  | 25-21, 18-25, 24-26, 26-24, 15-13 |
| 16 luglio 2014 Cox Business Center, Tulsa Durata: 2h:03 - Spettatori: 217 | Cuba      | 3 - 2 | Messico   | 25-17, 19-25, 10-25, 25-17, 18-16 |

##### Classifica
| Pos | Squadra   | Pt | G | V | P | SV | SP | Ratio | PF  | PS  | Ratio |
| --- | --------- | -- | - | - | - | -- | -- | ----- | --- | --- | ----- |
| 1   | Cuba      | 13 | 3 | 3 | 0 | 9  | 2  | 4,500 | 247 | 190 | 1,300 |
| 2   | Messico   | 12 | 3 | 2 | 1 | 8  | 3  | 2,667 | 250 | 187 | 1,337 |
| 3   | Guatemala | 3  | 3 | 1 | 2 | 3  | 8  | 0,375 | 190 | 259 | 0,734 |
| 4   | Barbados  | 2  | 3 | 0 | 3 | 2  | 9  | 0,222 | 207 | 258 | 0,802 |

### Fase finale

#### Finali 1º e 3º posto
|  | Quarti     | Quarti     |             |            | Semifinali         | Semifinali         |  |  | Finale 1º/2º posto | Finale 1º/2º posto |
|  |            |            |             |            |                    |                    |  |  |                    |                    |
|  |            |            |             |            |                    |                    |  |  |                    |                    |
|  |            |            |             |            |                    |                    |  |  |                    |                    |
|  | -          | -          |             |            |                    |                    |  |  |                    |                    |
|  | -          | -          |             |            |                    |                    |  |  |                    |                    |
|  | -          | -          |             |            |                    |                    |  |  |                    |                    |
|  | -          | -          | Stati Uniti | 3          |                    |                    |  |  |                    |                    |
|  |            |            | Stati Uniti | 3          |                    |                    |  |  |                    |                    |
|  |            | Messico    | 0           |            |                    |                    |  |  |                    |                    |
|  | Messico    | Messico    | 0           | 3          |                    |                    |  |  |                    |                    |
|  | Messico    |            |             | 3          |                    |                    |  |  |                    |                    |
|  | Nicaragua  | 0          |             |            |                    |                    |  |  |                    |                    |
|  | Nicaragua  | 0          | Stati Uniti | 3          |                    |                    |  |  |                    |                    |
|  |            |            | Stati Uniti | 3          |                    |                    |  |  |                    |                    |
|  |            | Cuba       | 0           |            |                    |                    |  |  |                    |                    |
|  | -          | Cuba       | 0           | -          |                    |                    |  |  |                    |                    |
|  | -          |            |             | -          |                    |                    |  |  |                    |                    |
|  | -          | -          |             |            |                    |                    |  |  |                    |                    |
|  | -          | -          | Cuba        | 3          | Finale 3º/4º posto | Finale 3º/4º posto |  |  |                    |                    |
|  |            |            | Cuba        | 3          | Finale 3º/4º posto | Finale 3º/4º posto |  |  |                    |                    |
|  |            | Porto Rico | 0           |            |                    |                    |  |  |                    |                    |
|  | Porto Rico | Porto Rico | 0           | 3          | Messico            | 3                  |  |  |                    |                    |
|  | Porto Rico |            |             | 3          | Messico            | 3                  |  |  |                    |                    |
|  | Guatemala  | 0          |             | Porto Rico | 2                  |                    |  |  |                    |                    |
|  | Guatemala  | 0          |             |            | 2                  |                    |  |  |                    |                    |
|  |            |            |             |            |                    |                    |  |  |                    |                    |
|  |            |            |             |            |                    |                    |  |  |                    |                    |

##### Quarti di finale
| 17 luglio 2014 Cox Business Center, Tulsa Durata: 1h:17 - Spettatori: 50 | Messico    | 3 - 0 | Nicaragua | 25-18, 25-17, 25-22 |
| 17 luglio 2014 Cox Business Center, Tulsa Durata: 1h:09 - Spettatori: 74 | Porto Rico | 3 - 0 | Guatemala | 25-15, 25-16, 25-11 |

##### Semifinali
| 18 luglio 2014 Cox Business Center, Tulsa Durata: 1h:23 - Spettatori: 355 | Stati Uniti | 3 - 0 | Messico    | 25-22, 25-14, 25-21 |
| 18 luglio 2014 Cox Business Center, Tulsa Durata: 1h:17 - Spettatori: 128 | Cuba        | 3 - 0 | Porto Rico | 25-21, 25-17, 25-15 |

##### Finale 5º posto
| 18 luglio 2014 Cox Business Center, Tulsa Durata: 1h:21 - Spettatori: 53 | Nicaragua | 3 - 0 | Guatemala | 25-21, 25-18, 28-26 |

##### Finale 3º posto
| 19 luglio 2014 Cox Business Center, Tulsa Durata: 2h:11 - Spettatori: 188 | Messico | 3 - 2 | Porto Rico | 22-25, 25-21, 27-25, 16-25, 15-6 |

##### Finale
| 19 luglio 2014 Cox Business Center, Tulsa Durata: 1h:21 - Spettatori: 850 | Stati Uniti | 3 - 0 | Cuba | 25-23, 25-21, 25-20 |

## Classifica finale
| Pos     | Squadra     | Rosa |
| ------- | ----------- | --- |
| Oro     | Stati Uniti | Formazione: 1 DeFalco, 3 Mahan, 5 Rosenmeier, 6 Gasman, 7 Leclair, 9 Maʻa, 10 Tuaniga, 13 Ekstein, 14 Stadick, 15 Oberender, 17 Worsley, 19 Ewert, CT: Shibuya                |
| Argento | Cuba        | Formazione: 2 Rodríguez, 3 Concepción, 5 Barrete, 6 Montes De Oca, 7 Fernández, 8 Gutiérrez, 9 Bryan, 10 Pelayo, 15 Salazar, 16 Álvarez, CT: García                           |
| Bronzo  | Messico     | Formazione: 1 Flores, 3 Baltazar, 4 López, 6 Garay, 7 Briceno, 9 Omelas, 11 Cruz, 12 Márquez, 13 Manjarrez, 14 Sauceda, 15 Aranda, 17 Chavira, CT: Alarcón                    |
| 4.      | Porto Rico  | Formazione: 1 L. Fernández, 2 Nadal, 3 Hernández, 5 Pacheco, 6 Torres, 8 Robles, 9 Rodríguez, 10 I. Fernández, 11 Ocasio, 14 Clavell, 15 Fiorentino, 17 Rodríguez, CT: Ruvira |
| 5.      | Nicaragua   | Formazione: 1 Madrigal, 2 García, 3 Chow, 4 Díaz, 5 Espinoza, 6 Dávila, 7 Reyes, 8 Vanegas, 9 Zeledón, 10 Castillo, 11 Barrios, 12 Talavera, CT: Hernández                    |
| 6.      | Guatemala   | Formazione: 1 León, 3 Chacón, 4 Paz, 5 Flores, 6 Pineda, 7 Ruano, 8 Mendoza, 9 Alvarado, 10 de los Ángeles, 11 Juárez, 12 Maldonado, 13 Mejía, CT: Peláez                     |
| 7.      | Barbados    | Formazione: 1 Jordan, 3 Cyrus, 5 Niles, 7 Best, 8 Stapleton, 11 Blades, 12 Bishop, 13 Mayers, 14 Clarke, 16 Doughty, CT: Stuart                                               |

|  |  |  | Qualificate al campionato mondiale 2015 |

## Premi individuali
| Premio                | Nome              | Squadra     |
| --------------------- | ----------------- | ----------- |
| MVP                   | Torey DeFalco     | Stati Uniti |
| Miglior realizzatore  | Miguel Gutiérrez  | Cuba        |
| Miglior servizio      | Joshua Tuaniga    | Stati Uniti |
| Miglior difesa        | Lionnis Salazar   | Cuba        |
| Miglior ricevitore    | Jordan Ewert      | Stati Uniti |
| Miglior palleggiatore | Micah Maʻa        | Stati Uniti |
| Miglior opposto       | Miguel Gutiérrez  | Cuba        |
| Miglior schiacciatore | Torey DeFalco     | Stati Uniti |
| Miglior schiacciatore | Andriy Stapleton  | Barbados    |
| Miglior centrale      | Javier Concepción | Cuba        |
| Miglior centrale      | Scott Stadick     | Stati Uniti |
| Miglior libero        | Miguel Castillo   | Nicaragua   |